# Allan Jungner
Ernst Allan Jungner, född 14 augusti 1887 i Skara, Västergötland, död 14 september 1914, kyrkobokförd i Fälttelegrafkåren, Stockholm, var en svensk militär (löjtnant) och flygpionjär. Han var son till Ernst Jungner.
Jungner blev officer vid fortifikationen 1908. Han genomgick flygutbildning vid Louis Breguets flygskola i La Brayelle utanför Douai i norra Frankrike 1912 och tilldelades efter certifikatproven svenskt aviatördiplom nr 6 utfärdat av S.A.S. (Svenska Aeronautiska Sällskapet). Han omkom i en bilolycka mellan Ödeshög och Gränna när han var på väg till Jönköping för att hälsa på Gösta von Porat som havererat med sitt flygplan i Skillingaryd. Hans bror stupade i finska inbördeskriget.